# Benito Juárez, Tuzantán
Benito Juárez är en ort i Mexiko.   Den ligger i kommunen Tuzantán och delstaten Chiapas, i den sydöstra delen av landet, 900 km sydost om huvudstaden Mexico City. Benito Juárez ligger 339 meter över havet och antalet invånare är 147.
Terrängen runt Benito Juárez är kuperad åt sydväst, men åt nordost är den bergig. Benito Juárez ligger nere i en dal. Runt Benito Juárez är det tätbefolkat, med 297 invånare per kvadratkilometer. Närmaste större samhälle är Huixtla, 10,0 km sydväst om Benito Juárez. I omgivningarna runt Benito Juárez växer i huvudsak städsegrön lövskog.